# Poll na bPéist
Poll na bPéist [ˈpaʊl̪.nəˌbʲeːʃtʲ] ou The Wormhole en anglais, qui signifient respectivement littéralement en français « Repaire du Serpent » et « Le Trou de ver », est un gouffre karstique d'Irlande situé sur l'île d'Inis Mór, dans les îles d'Aran.
De formation géologique relativement classique, ce gouffre a cependant la double particularité d'être situé en bord de mer — ce qui fait que son fond est englouti par les eaux de l'océan Atlantique via des tunnels sous-marins — et d'être parfaitement rectangulaire, d'une longueur de 25 mètres pour une largeur de 10 mètres. Cette géométrie régulière, qui n'a rien à voir avec une intervention humaine, est liée à la fracturation et aux processus karstiques à angle droit du calcaire qui forme l'île.
Depuis 2014, Poll na bPéist constitue l'un des sites de la compétition de plongeon Red Bull Cliff Diving,,.

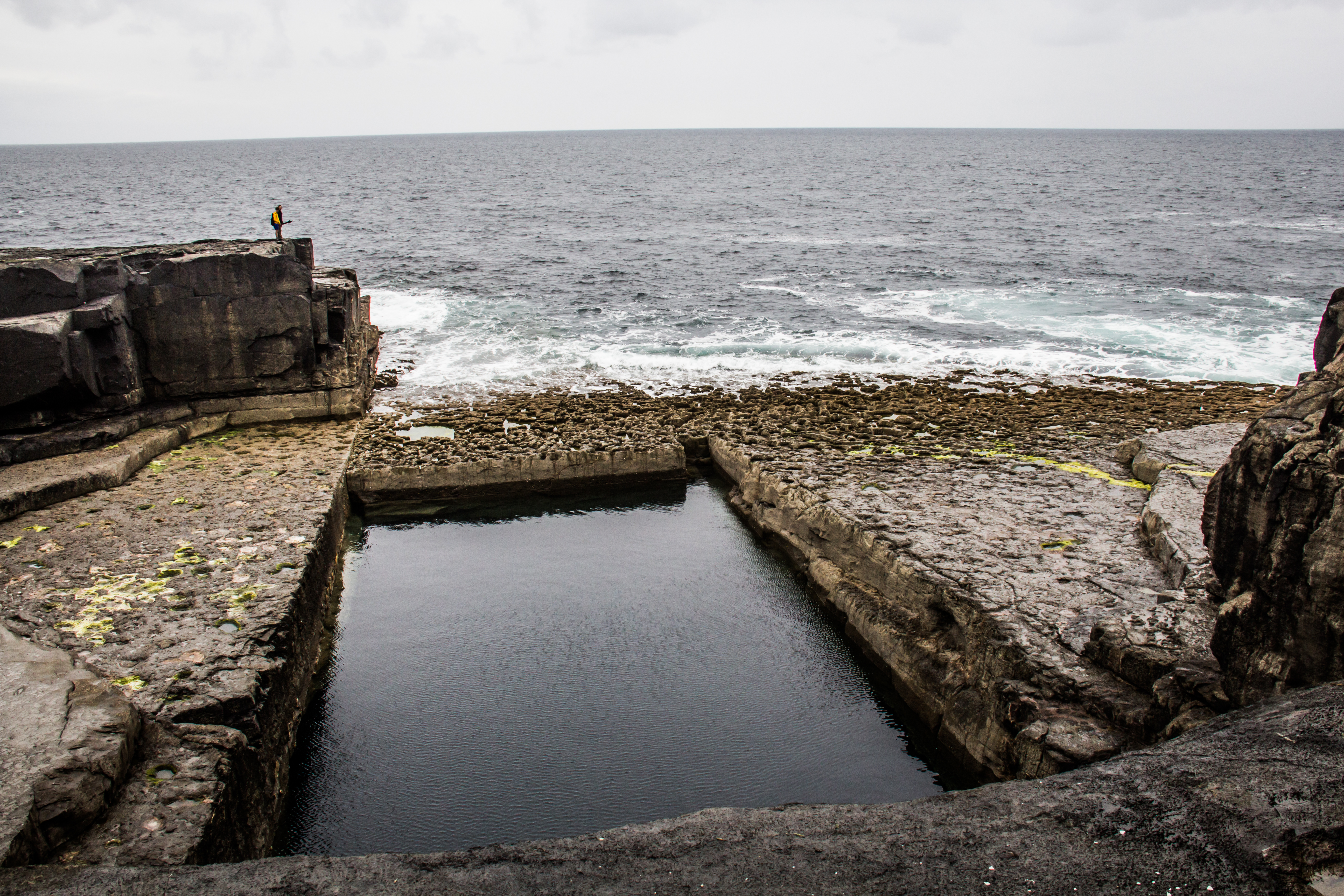
Poll na bPéist au bord de l'océan.

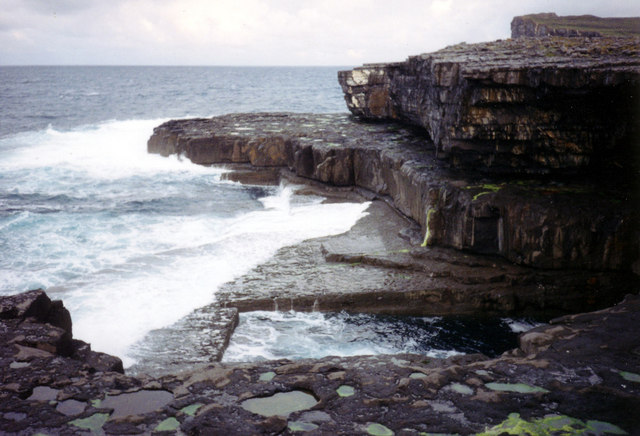
Poll na bPéist vu depuis le plateau qui forme l'intérieur d'Inis Mór.